# Mohamad Ghaddar
Mohamad Ghaddar (Beirut, 1º gennaio 1984) è un ex calciatore libanese, di ruolo attaccante.

## Carriera

### Nazionale
Ha debuttato in nazionale nel 2006.

## Palmarès

### Club

#### Competizioni nazionali
- Lebanese Premier League: 3

Nejmeh: 2003-2004, 2004-2005, 2008-2009
- Supercoppa del Libano: 2

Nejmeh: 2002, 2004
- Elite Cup del Libano: 4

Nejmeh: 2002, 2003, 2004, 2005
- Coppa Principe Faysal Bin Fahd: 1

Al-Shabab: 2009-2010
- Supercoppa d'Egitto: 1

Al-Ahly: 2010

### Individuale
- Capocannoniere della Malaysia Super League: 1

2017 (23 reti)